# Cérat (médecine)

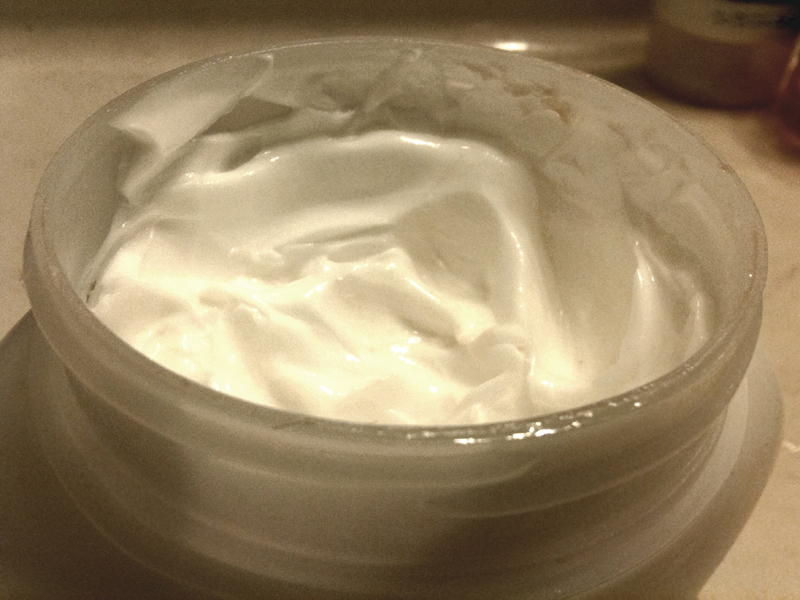
Cérat de Galien dans un petit pot.

Un cérat (du latin cera « cire ») est une préparation pharmaceutique onctueuse utilisée en application externe. Il a une consistance intermédiaire entre celle d'une pommade et d'un plâtre. Il peut être étalé sur un chiffon sans utiliser de chaleur, mais il ne fond pas lorsqu'il est appliqué sur la peau.

## Composition
Historiquement, un cérat est un médicament de consistance molle ayant pour base la cire et l'huile, notamment l'huile d'amandes douces. Le cérat se distingue de l'onguent par l'absence de résine végétale. Le cérat blanc ou cérat simple comporte 300 g d'huile d'amandes douces et 100 g de cire. Le cérat de Galien comporte 400 g d'huile d'amandes douces, 100 g de cire et 300 g d'eau de rose. Les cérats composés contiennent de plus des substances actives.
La cire pouvait être remplacée à l'origine par du spermaceti, notamment dans le cérat dit cosmétique ou cold cream. Depuis l'interdiction de la chasse à la baleine, on emploie du palmitate de cétyle.
Le cérat de la pharmacopée américaine du XIXe ou début du XXe siècle est un mélange de trois parties de paraffine pour sept parties de saindoux[réf. souhaitée].

## Historique
L'invention de cette préparation est attribuée au médecin du IIe siècle de notre ère, Galien, né à Pergame en Asie Mineure. Elle est appelée Ceratum Galeni en pharmacie.

## Utilisation
Le cérat simple était utilisé dans l'Antiquité par les athlètes pour assouplir les articulations et oindre la peau. Les cérats composés étaient traditionnellement employés dans le traitement des gerçures et des irritations cutanées.